# Bouleau d'Afrique
Terminalia leiocarpa
Espèce
Le bouleau d'Afrique (Terminalia leiocarpa, syn. Anogeissus leiocarpus, ou ngálǎma en bambara) est une espèce de plantes à fleurs de la famille des Combretaceae. C'est un arbre des savanes d'Afrique tropicale occidentale.

## Ethnobotanique
L'arbre entre dans la fabrication du bogolan, un tissu traditionnel malien. Feuilles et branchettes sont broyées pour obtenir une teinture jaune. L'écorce interne est utilisée comme vermifuge humain et animal, notamment contre la nagana et la babésiose ; au Nigeria elle sert de dentifrice – ses extraits révèlent des propriétés antibactériennes.
Il contient aussi de la castalagine, une molécule capable de tuer le parasite de Leishmania in vitro.